# تپه اسفندی
تپه اسفندی مربوط به هزاره اول و ۲ قبل از میلاد است و در شهرستان اراک، بخش مرکزی، دهستان مشک آباد، روستای ابراهیم‌آباد واقع شده و این اثر در تاریخ ۱۸ اسفند ۱۳۸۷ با شمارهٔ ثبت ۲۵۰۰۲ به‌عنوان یکی از آثار ملی ایران به ثبت رسیده است.